# Caïdat de Laâtamna
Le caïdat de Laâtamna est une circonscription administrative marocaine située dans le cercle d'Ahfir qui lui-même est situé dans la province de Berkane. Son chef-lieu est situé dans la commune éponyme de Laâtamna.
Il n'est composé que d'une commune et a connu, de 1994 à 2004 (années des derniers recensements), une hausse de population, passant de 14 868 à 15 493 habitants.